# Verkiezingsleus
Verkiezingsleuzen of verkiezingsslogans worden door politieke partijen gebruikt om een verkiezingscampagne kracht bij te zetten. Het belang van de zinspreuk is meer gelegen in een vooropstaand ideaal of doelstelling passende bij het gedachtegoed van een partij, dan op de korte termijn uitvoerbaar. Belang is een bepaalde voorstelling te schetsen welke aanspreekt bij het publiek en in lijn ligt van de publieke verwachtingen, waardoor deze geassocieerd met een voor ogen staand toekomstig politiek beleid.

## Nederlandse leuzen
| Leus                                          | Partij          |
| --------------------------------------------- | --------------- |
| Nu SP Nu zeker                                | SP 2007         |
| Nu SP                                         | SP 2006         |
| Een beter Nederland begint hier               | SP 2006         |
| Vertrouwen in Nederland, Vertrouwen in elkaar | CDA 2006        |
| Kies voor toekomst, kies voor elkaar          | CDA 2006        |
| Gelijke kansen voor iedereen                  | PvdA 2006       |
| Eigenzinnig liberaal                          | D66 2006        |
| Stuur een waakhond naar Brussel               | SP 2004         |
| Stem voor, Stem SP                            | SP 2002 en 2003 |
| Samen sterk                                   | PvdA 2002       |
| Maak het verschil                             | D66 2002        |
| Sterk en Sociaal                              | PvdA 1998       |
| Stem tegen, Stem SP                           | SP 1994         |
| Laat Lubbers z'n karwei afmaken               | CDA 1986        |
| Het redelijk alternatief                      | D66 1977        |
| GroenLinks komt eraan                         | GroenLinks 1989 |
| GroenLinks telt voor twee                     | GroenLinks 1994 |
| GroenLinks hard nodig in Europa               | GroenLinks 1994 |
| Europa schoon en eerlijk                      | GroenLinks 1999 |
| Laat Europa niet rechts liggen                | GroenLinks 2004 |
| Knokken voor wat kwetsbaar is                 | GroenLinks 2003 |
| Voor een nieuw evenwicht                      | GroenLinks 2002 |
| Groei Mee GroenLinks                          | GroenLinks 2006 |

## Leuzen in België
| Leus                                                   | Partij           |
| ------------------------------------------------------ | ---------------- |
| Met deze man wordt het anders                          | CVP 1974         |
| Meer dan ooit Tindemans - Omdat mensen belangrijk zijn | CVP 1977         |
| Eigen volk eerst                                       | Vlaams Blok 1991 |
| Uw sociale zekerheid                                   | SP 1995          |
| Als het aan de kip lag, koos ze voor Agalev            | Agalev 1999      |
| De bal ligt in uw kamp                                 | Groen 2004       |
| Goed bestuur                                           | CD&V 2007        |
| De kracht van verandering                              | N-VA 2012        |
| Verandering Voor Vooruitgang                           | N-VA 2014        |
| Gewoon doen                                            | Open VLD 2019    |

## Leuzen in andere landen
| Leus                                     | Betekenis                                                                                              | Partij                                        |
| ---------------------------------------- | --- | --------------------------------------------- |
| Ensemble, Tout devient possible          | "Samen wordt alles mogelijk"                                                                           | UMP (Nicholas Sarkozy, 2007)                  |
| Plus juste, la France sera plus forte    | "Een rechtvaardiger Frankrijk zal sterker zijn"                                                        | Parti Socialiste (Ségolène Royal, 2007)       |
| If you value it, vote for it.            | "Als je het waardeert, stem er dan voor"                                                               | Labour (Tony Blair, 2005)                     |
| Taking a stand on the issues that matter | "Opkomen voor de zaken die ertoe doen"                                                                 | Conservative Party (Michael Howard, 2005)     |
| Britain: Forward Not Back                | "Brittannië: Vóóruit, niet achteruit"                                                                  | Labour (Tony Blair, 2005)                     |
| Are you thinking what we are thinking?   | "Denkt u wat wij denken?"                                                                              | Conservative Party (Michael Howard, 2005)     |
| The real alternative                     | "Het echte alternatief"                                                                                | Lib Dem (Charles Kennedy, 2005)               |
| Außen Minister, innen grün               | "Vanbuiten minister, vanbinnen groen" (Woordspeling op Außenminister: Minister van Buitenlandse Zaken) | Bündnis 90/Die Grünen (Joschka Fischer, 2002) |